# Saint-Sève
Saint-Sève é uma comuna francesa na região administrativa da Nova Aquitânia, no departamento da Gironda. Estende-se por uma área de 4,78 km². Em 2010 a comuna tinha 256 habitantes (densidade: 53,6 hab./km²).